# Råstahem
Råstahem är ett villaområde (egnahemsområde) i stadsdelen Järva, Solna kommun, mellan Enköpingsvägen och Hagalundsdepån. Området kallades ursprungligen av SJ för Ulriksdals järnvägshem. Tomterna såldes ursprungligen endast till personer anställda vid Statens Järnvägar. De flesta tomterna bebyggdes under andra halvan av 1920-talet och första halvan av 1930-talet, men många har sedan byggts ut ytterligare.

## Historik
Området anlades direkt väster om Agnesbergs gård, och kallades ursprungligen av SJ för "Ulriksdals järnvägshem". Tomterna såldes ursprungligen endast till personer anställda vid Statens Järnvägar. De flesta tomterna bebyggdes under andra halvan av 1920-talet och första halvan av 1930-talet, men många har sedan byggts ut ytterligare. Bebyggelsen var från början hårt styrd av SJ.
När det skulle byggas upprättades en byggnadsplan, och marken uppläts med tomträtt på 60 år. Villkoren för att komma i åtnjutande av en tomt var att man skulle ha varit anställd vid SJ i minst fem år och ha minst nio år kvar till pensioneringen.
Andra krav var att husen skulle uppföras i två våningars höjd och ha källare. Under 1925 bebyggdes 34 tomter i kvarteren Putsaren, Eldaren och Föraren. Området växte sedan successivt. Den åttionde och sista tomten bebyggdes så sent som 1957. Mer än hälften av husen är prefabricerade s.k. Borohus från Landsbro Trävarubolag i Småland med vilket SJ hade ett fördelaktigt kontrakt. De populäraste hustyperna hette Gullebo, Solhem och Furubo. Idag har många av husen byggts till och försetts med garage och andra komplement.
En huvudgata i området heter Schultzvägen efter SJ:s dåvarande distriktschef i Stockholm, Herbert Schultz, som drev frågan om att anlägga området.
Området kallades av SJ ursprungligen ”Ulriksdals järnvägshem”. Namnet ändrades till Råstahem under 1940-talet. Råstahem ligger inom ett område som tillhörde Spånga landskommun fram till dess upplösning den 1 januari 1949, då det överfördes till Solna stad.

## Bilder

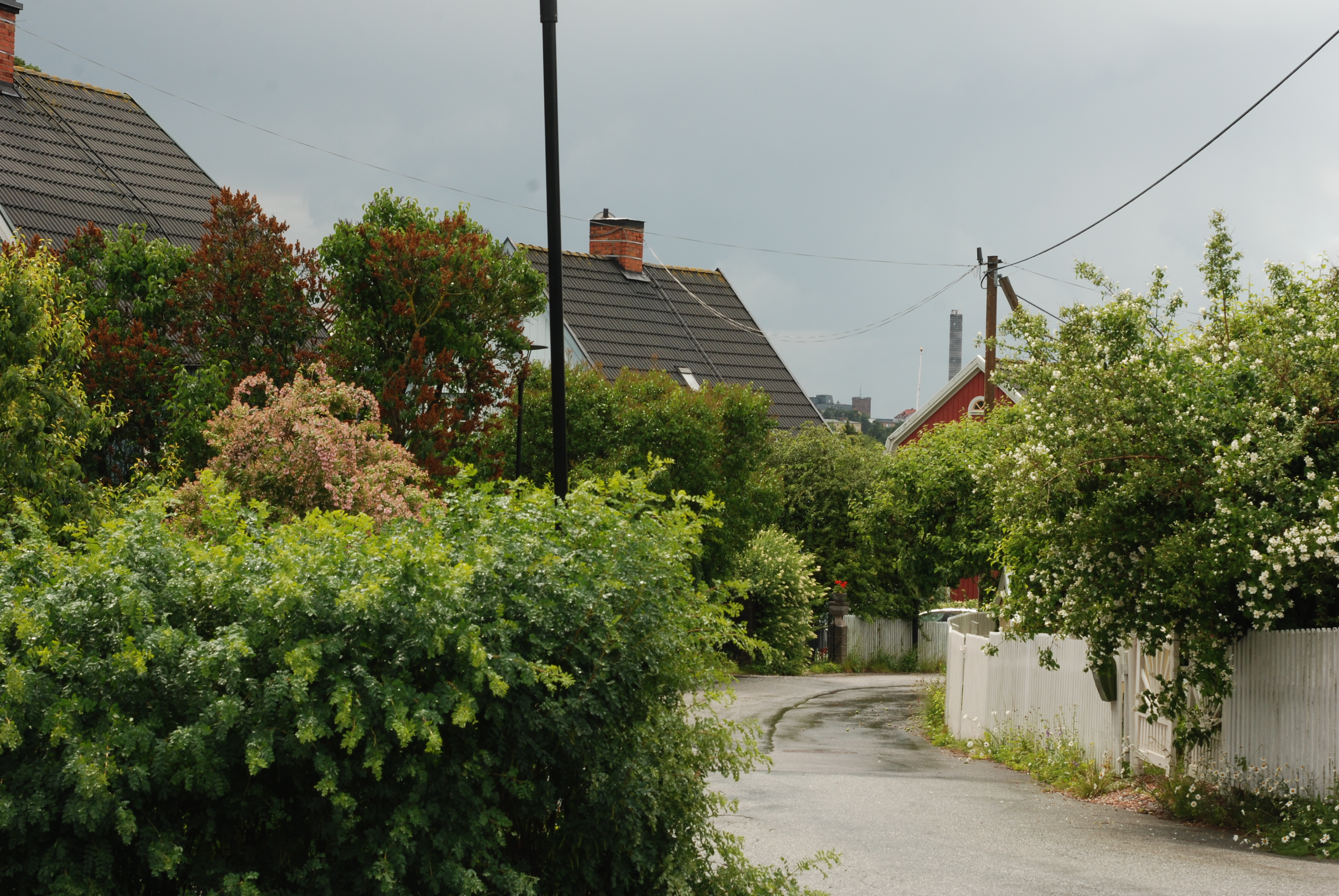
Skogsvägen 2011.
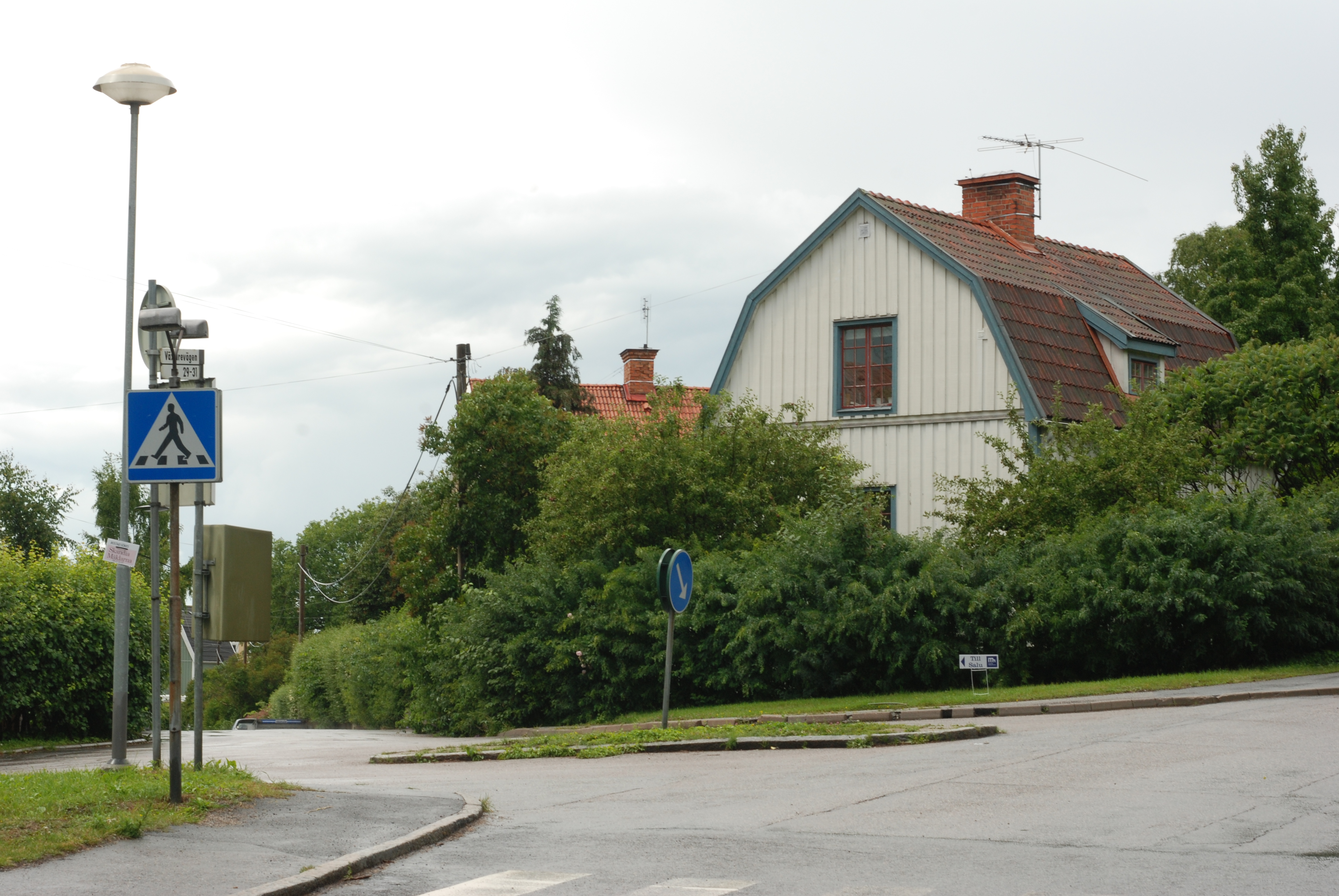
Korsningen Växlarevägen/Schultzvägen 2011.
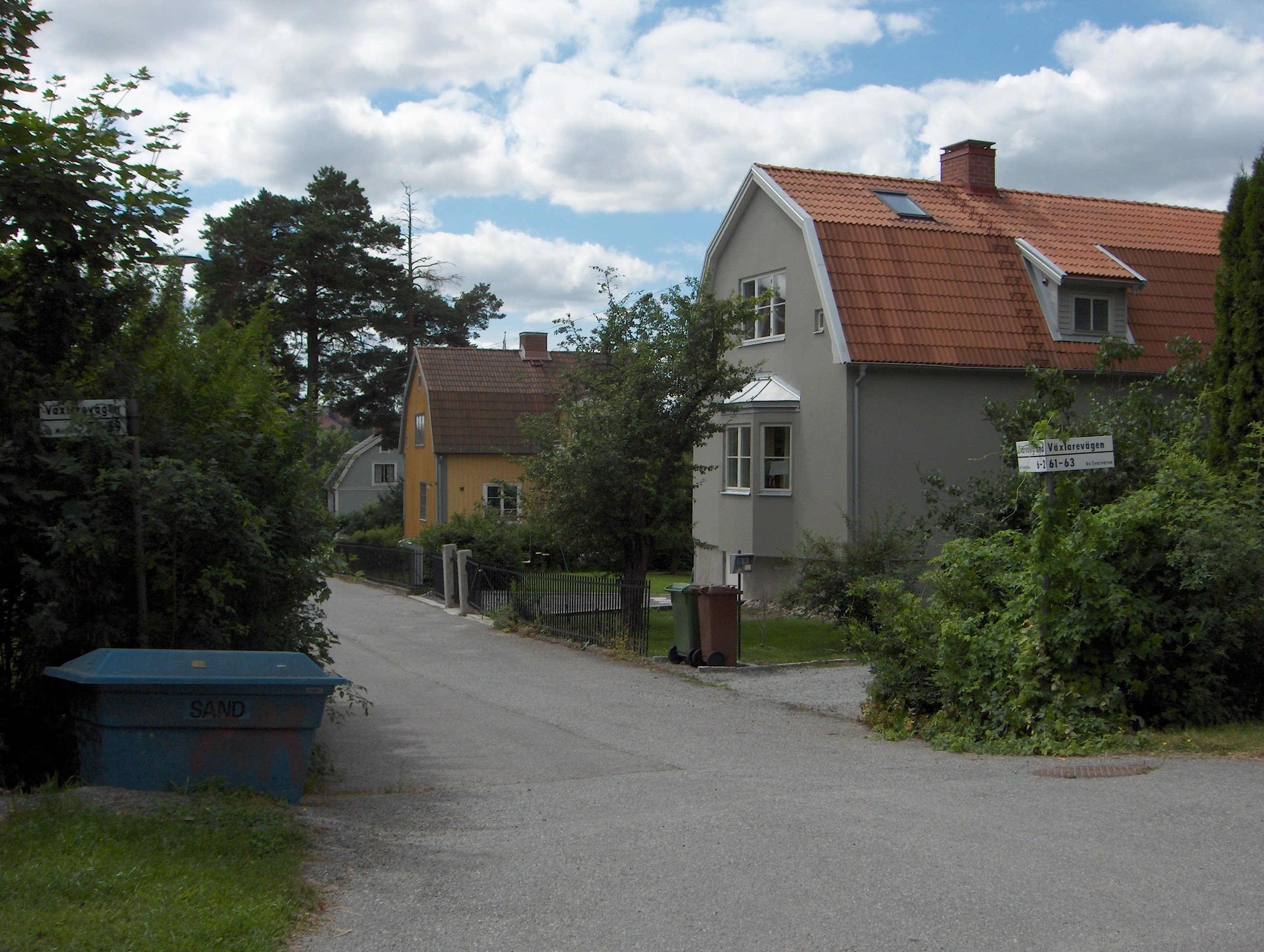
Korsningen Växlarevägen/Svarvaregränd 2011.
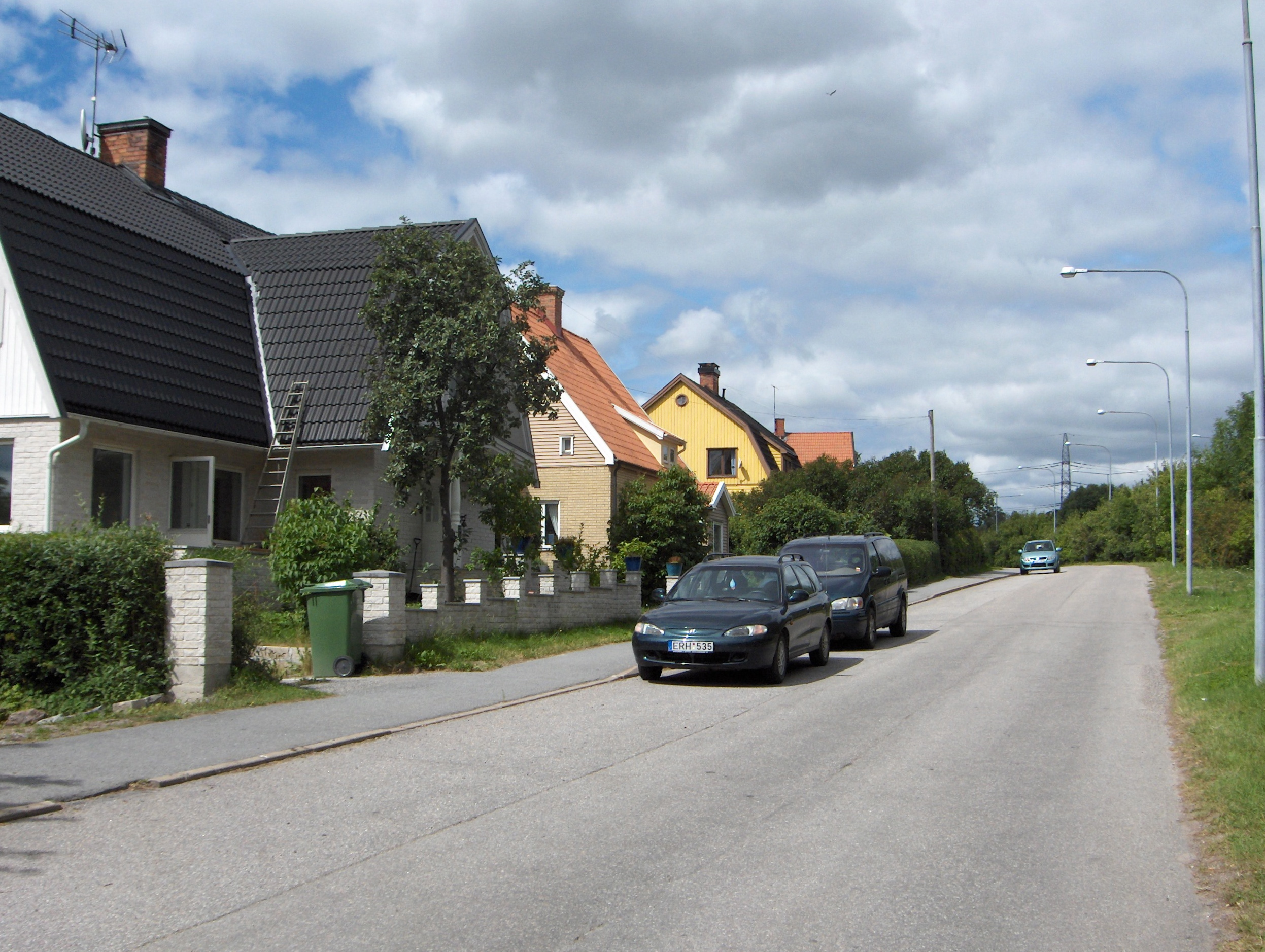
Växlarevägen 2011.